# The Secret Escapades of Velvet Anderson
The Secret Escapades of Velvet Anderson ist ein Jazzalbum von Nicole Mitchells Sonic Projections. Die am 11. und 13. Januar 2013 im Shape Shop II, Hollywood, entstandenen Aufnahmen erschienen 2014 auf RogueArt.

## Hintergrund
The Secret Escapades of Velvet Anderson war nach Emerald Hills (2010) die zweite Aufnahme von Sonic Projections, einem Quartett der Flötistin mit dem Pianisten Craig Taborn, dem Saxophonisten David Boykin und dem Schlagzeuger Chad Taylor. Der Albumtitel ist eine Hommage an den Chicagoer Saxophonisten Fred Anderson und seinen bis 2011 bestehenden Club Velvet Lounge.

## Titelliste
- Nicole Mitchell's Sonic Projections – The Secret Escapades of Velvet Anderson (RogueArt ROG-0056)[1]

1. Bright City 9:59
2. Secret Assignement 11:16
3. Discovery of the Jewel 2:24
4. For the Cause 7:41
5. Scaling the Underground 8:20
6. Anderson’s Plan 7:05
7. Running the Rooftops 7:59
8. The Labyrinth of Capture 7:18
9. The Heroic Rescue 7:51

Die Kompositionen stammen von Nicole Mitchell.

## Rezeption
Während melodische Passagen mit explosiven Rhythmen und kniffligen Unisono-Passagen einhergehen, erfinde Nicole Mitchell eine Abfolge abwechslungsreicher Vertonungen für die lebhaften Mitglieder ihrer Bandbesetzung, schrieb John Sharpe in All About Jazz. Die Vorstellung des Albums sei der Höhepunkt des Vision Festivals 2014 in New York gewesen, und dieses Album könne sich gut mit dieser Leistung messen.
The Secret Escapades of Velvet Anderson zeichne sich durch eine bemerkenswerte Konzentration von Form und Substanz aus, schrieb Brian Morton (Point of Departure); es drehe sich um identifizierbare Elemente und Intervalle, von denen einige, wie man vermuten könne, eher intuitiv als geplant oder bewusst ausgeschrieben sind.